# شینجو، یاماگاتا
شینجو در استان یاماگاتا در کشور ژاپن  واقع شده‌است  که دارای جمعیت ۳۹٬۸۰۸ نفر و مساحت ۲۲۳٫۰۸ کیلومتر مربع با تراکم جمعیت ۱۷۸  نفر در کیلومترمربع است و در تاریخ ۱ آوریل ۱۹۴۹ به عنوان شهر شناخته شد.